# Modulation tout ou rien

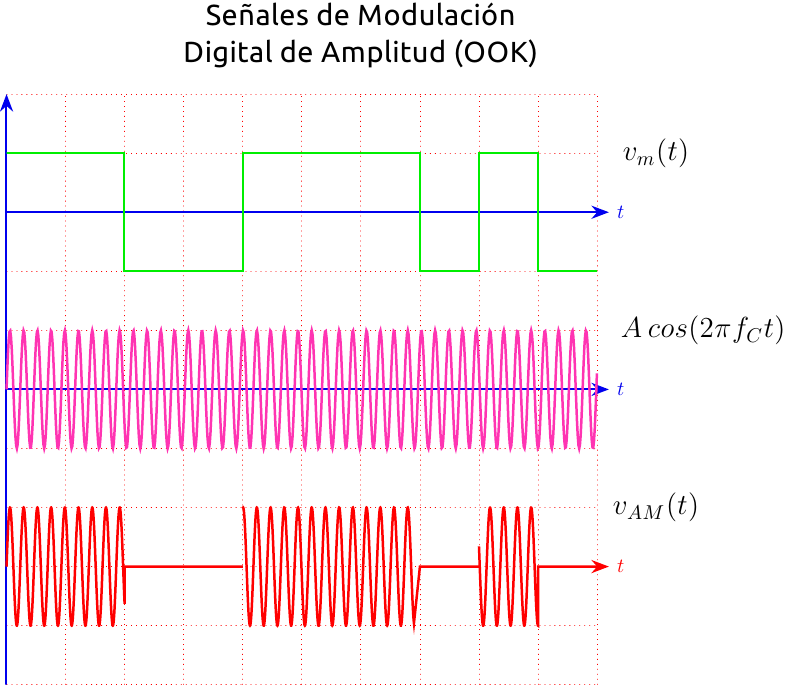
Signale modulé en tout ou rien

La modulation tout ou rien (en anglais : On-Off Keying ou OOK) est la forme la plus simple de modulation par déplacement d'amplitude (ASK) ; elle représente les données numériques par la présence ou l'absence d'une onde porteuse.
Le rendement de cette modulation  associé à un codage NRZ est très faible par rapport aux modulations à enveloppe constante (-6 dB minimum du fait que le signal est absent pendant la moitié du temps).
L'occupation spectrale de cette modulation est très importante et la distribution des lobes secondaires s'effectue selon une loi en sinus cardinal.

## Principe
Dans sa forme la plus simple, la présence d'une onde porteuse pendant une durée déterminée représente un 1 binaire, tandis que son absence pendant la même durée représente un 0 binaire. Certains schémas plus sophistiqués font varier ces durées pour transmettre des informations supplémentaires. Il est comparable aux codes en ligne à codage unipolaire.
La modulation tout ou rien est le plus souvent utilisée pour transmettre du code Morse sur des fréquences radio (appelées opération CW (onde continue)), bien qu'en principe, tout schéma de codage numérique puisse être utilisé. Par exemple, OOK a été utilisé dans les bandes ISM pour transférer des données entre ordinateurs.
OOK est plus efficace sur le plan spectral que la modulation par déplacement de fréquence (FSK), mais est plus sensible au bruit lors de l'utilisation d'un récepteur régénératif ou d'un récepteur superhétérodyne mal implémenté. Pour un débit de données déterminé, la bande passante d'un signal BPSK (Binary Phase Shift Keying) et la bande passante du signal OOK sont égales.
En plus de son utilisation avec des ondes radio, OOK est également utilisé dans les systèmes de communication optique (par exemple IrDA).

## Usages
Certains aéroports, éventuellement sans tour de contrôle, disposent d'un équipement qui permet aux pilotes d'appuyer plusieurs fois sur leur radio VHF afin de demander une diffusion automatique du service d'information sur les terminaux ou d'allumer les feux de piste.
OOK est également utilisé dans les clés de garage et de portail à distance, fonctionnant souvent à 433,92 MHz, en combinaison avec des codes tournants.